# Sarcocornia utahensis
Sarcocornia utahensis là loài thực vật có hoa thuộc họ Dền. Loài này được (Tidestr.) A.J. Scott miêu tả khoa học đầu tiên năm 1977.